# Château de Kuwabara
Le château de Kuwabara (桑原城, Kuwabara-jō), également connu sous le nom de château de Takatoya ou château de Suisho, est un yamashiro (château en hauteur) situé à Suwa, préfecture de Nagano au Japon. Le château est construit au XVIe siècle par le clan Kuwabara.
Au moment où le clan Suwa en devient maître, c'est devenu un château-satellite du château d'Uehara. Quand les forces du clan Takeda arrivent dans la région en 1542, Suwa Yorishige, daimyo du château d'Uehara, se retire au château de Kuwabara qui est vite cerné par les soldats de Takeda. Le château tombe après un siège de deux jours. Yorishige et ses deux frères sont emmenés à Kōfu où ils sont contraints au seppuku un mois plus tard.